# Treffning
Treffning ist eine Ortschaft und eine Katastralgemeinde in der Stadtgemeinde Trofaiach im Bezirk Leoben, Steiermark.
Die Ortschaft befindet sich im Trofaiacher Becken und wird vom Vordernberger Bach, einem linken Zufluss zur Mur, entwässert. Am 1. Jänner 2024 zählte die Ortschaft 100 Einwohner.

## Geschichte
Das früheste Schriftzeugnis ist von ca. 1300 und lautet „Trevench“. Der Name geht auf slawisch trebiti (roden) zurück.